# (2182) Semirot
(2182) Semirot (1953 FH1; 1937 KF; 1942 FN; 1953 GY; 1955 UT; 1972 TM4; 1975 EU1; 1975 EU3; 1978 VB8) ist ein Asteroid des äußeren Hauptgürtels, der am 21. März 1953 am Goethe-Link-Observatorium bei Brooklyn (Indiana) (IAU-Code 760) im Rahmen des Indiana Asteroid Programs entdeckt wurde. Der Asteroid gehört zur Themis-Familie, einer Gruppe von Asteroiden, die nach (24) Themis benannt wurde.

## Benennung
(2182) Semirot wurde nach Pierre Sémirot (1907–1972) benannt, der 1931 am Observatoire de Bordeaux zu arbeiten begann, während des Zweiten Weltkriegs am Pariser Observatorium beschäftigt war und von 1947 bis 1970 Präsident des Observatoire de Bordeaux war. Er arbeitete im Rahmen seiner Tätigkeiten an Astrometrie (Positionsastronomie) mit dem US-amerikanischen Astronomen Paul Herget (der Asteroid (1751) Herget wurde nach ihm benannt) an der Verbesserung „Bordeaux-Zone“ der Carte du Ciel. Die Benennung wurde von Frank K. Edmondson vorgeschlagen.